# ژوئیه (فیلم ۲۰۱۲)
ژوئیه 
(به تلوگویی: Julai) فیلمی محصول سال ۲۰۱۲ و به کارگردانی تریویکرام سرینیواس است. در این فیلم بازیگرانی همچون آلو آرجون، ایلیانا دی‌کروز، راجندرا پراساد، سنو سود ایفای نقش کرده‌اند.